# Арсенато-гояцит
Арсенато-гояцит — мінерал класу арсенатів, що відноситься до групи дюсертиту, арсенатний аналогом гояциту.

## Характеристики
Арсенато-гояцит є арсенатом алюмінію та стронцію з хімічною формулою SrAl₃(AsO₄)(AsO₃OH)(OH)₆. Він належить до групи дюсертиту, яка також належить до супергрупи алуніту. Це стронцієвий аналог філіпсборніту та арсенато-крандаліту, а також арсенатний аналог гояциту. Утворює ряд твердих розчинів з арсенато-горсейкситом.
Кристалізується в тригональній системі, утворюючи нечітко ромбоедричні кристали, агреговані в ниркоподібні кірки з радіальною структурою.
Твердість за шкалою Мооса становить 4.
За класифікацією Нікеля-Штрунца арсенато-гояцит відноситься до підгрупи «08.BL: Фосфати та ін. з додатковими аніонами, без H₂O, із середніми та великими катіонами, (OH та ін.): RO₄ = 3:1» разом з такими мінералами: бедантит, коркіт, гідальгоїт, гінсдаліт, кемміліцит, сванбергіт, вудхаузит, галобедантит, арсенато-горсейксит, арсенато-крандаліт, беноїт, крандаліт, дюсертит, ейлеттерсит, горсейксит, гояцит, кінтореїт, філіпсборніт, плюмбогуміт, сегнітит, спрингкрікіт, арсенато-флоренсит-(La), арсенато-флоренсит-(Nd), арсенато-флоренсит-(Ce), флоренсит-(Ce), флоренсит-(La), флоренсит-(Nd), вейландит, заїрит, арсенато-вейландит, грауліхіт-(Ce), флоренсит-(Sm), віїтаньєміїт і патерсоніт.

## Утворення і родовища
Арсенато-гояцит є вторинним мінералом в гідротермальних барит-флюоритових поліметалічних родовищах. Зазвичай він пов'язаний з іншими мінералами, такими як: кварц, олівеніт, малахіт, куалстибіт, корнваліт, брошантит, барит і арсенато-горсейксит. Його виявили в 1984 році в копальні «Клара» в долині Ранках (Обервольфах, Шварцвальд, Баден-Вюртемберг, Німеччина).